# Karviná
Karviná (pronunciado [karvɪna ː], polaco: Karwina, alemán: Karwin) es una ciudad de la región de Moravia-Silesia en la República Checa, sobre el río Olza. Es el centro administrativo del distrito de su nombre. Se encuentra en la región histórica de la Silesia de Cieszyn y es uno de los centros más importantes de la minería del carbón en Chequia. Junto con las ciudades vecinas forma la zona industrial de la Cuenca de Carbón de Ostrava-Karviná. 
Tiene 65 141 habitantes (censo de 2001). El 8,5% de la población son eslovacos y el 8% de la población son polacos. La población polaca está disminuyendo históricamente. También hay una creciente comunidad romaní.

## Historia
Hasta el siglo IX era una aldea bajo la importancia de la Silesia de Cieszyn, situada cerca de la importante ciudad de Fryštát. El descubrimiento de carbón dio lugar a un rápido desarrollo de la ciudad y las aldeas circundantes, para ello se construyeron vías férreas. Después de la división de Cieszyn Silesia en 1920 se convirtió en una parte de Checoslovaquia como uno de los principales centros mineros del país. En 1923 obtuvo los derechos de ciudad. En octubre de 1938 fue anexionada por Polonia, junto con toda la región conocida como Zaolzie y durante la Segunda Guerra Mundial fue una parte de la Alemania nazi. Después de la guerra se convirtió de nuevo en parte de Checoslovaquia. En 1948 se produjo la fusión de Karviná, Fryštát y aldeas de los alrededores de Darkov, Raj y Staré Město. A esta unión de ciudades se la llamó Karviná. El escudo de Fryštát fue elegido como el escudo de armas de Karviná. Fryštát se convirtió en un centro histórico de esta ciudad industrial.
El período después de la guerra se caracteriza por la orientación económica hacia la industria pesada. En la actualidad, la ciudad se encuentra restructurando su economía, proceso que se lleva a cabo con lentitud. Al mismo tiempo Karviná es el centro educativo de esta región, con su amplia gama de escuelas secundarias especializadas y, especialmente, la Facultad de Comercio y Empresariales de la Universidad de Silesia. Desde 1995 Karviná se convirtió en miembro de la red nacional de ciudades estatutarias en la República Checa. 
Karviná es también un importante centro cultural y educativo para la minoría polaca de la República Checa.

## Lugareños famosos
Jaroslav Baba, atleta checo
Emanuel Grim, sacerdote católico polaco y escritor
Zuzana Jandová, la Srta República Checa 2008
Louis Kentner, pianista húngaro
Eva Kurfürstová, esquiadora alpina checa
Gustaw Morcinek, escritor polaco 
Petra Němcová, modelo checa 
Wilhelm Przeczek, escritor polaco 
Denisa Ščerbová, atleta checa
Radek Štěpánek, jugador de tenis checo 
Dana Zátopková, atleta checa 

## Ciudades hermanadas
- Martín en Eslovaquia
- Jastrzębie Zdrój en Polonia
- Jaworzno en Polonia
- Rybnik en Polonia
- Skoczów en Polonia
- Wodzisław Śląski en Polonia
- Mieres en Asturias, España